# Waalse Pijl 1946
De tiende editie van de Belgische wielerwedstrijd de Waalse Pijl werd gehouden op zondag 9 juni 1946. Het parcours had een lengte van 253 kilometer. Aan de start in Bergen stonden 61 coureurs waarvan 24, allen Belgische renners, de eindstreep in Luik bereikten. Désiré Keteleer, die in 1943 al eens als derde op het podium stond, won de jubileumeditie van deze Waalse klassieker. Marcel Kint, de winnaar van de vorige drie edities, verscheen niet aan de start.

## Koersverloop
De coureurs onderhielden een vrij hoog tempo op een zomerse junizondag in de Ardennen. Halverwege het parcours ontstond een kopgroep van veertien renners. Met daarin de Belgische favoriet Briek Schotte en de voormalige winnaars Sylvain Grysolle (1941) en Émile Masson jr (1938). Bij de beklimming van Côte d'Ereffe voerde Frans Bonduel het tempo op. De kopgroep viel uit elkaar en acht renners bleven over. 
De beslissing viel op Côte de Bousalle waar Désiré Keteleer en René Walschot er samen tussenuit gingen. De ploegloze Walschot ging in Luik een lange sprint aan maar Keteleer liet zich niet verrassen en kwam als eerste over de eindstreep. Edward Van Dijck won daarachter de sprint van de zes overgebleven renners uit de kopgroep. Hij eindigde als derde op ruim een minuut. Briek Schotte verbleef in de tweede groep. Hij finishte als veertiende op 3 minuten en 29 seconden.
| Waalse Pijl 1946 |                   |                    |          |
| Plaats           | Naam              | Ploeg              | Tijd     |
| Winnaar          | Désiré Keteleer   | Groene Leeuw       | 6u58'48" |
| 2                | René Walschot     | individueel        | z.t.     |
| 3                | Edward Van Dijck  | Cycles Roberty     | + 1'02"  |
| 4                | Émile Masson jr   | Alcyon             | z.t.     |
| 5                | Pertrus Van Verre | Garin-Wolber       | z.t.     |
| 6                | Roger Desmet      | Thompson           | z.t.     |
| 7                | Emiel Faignaert   | Groene Leeuw       | z.t.     |
| 8                | Frans Bonduel     | Dilecta-Wolber     | z.t.     |
| 9                | Richard Depoorter | Mercier-Hutchinson | + 3'29"  |
| 10               | Joseph Somers     | Rochet-Dunlop      | z.t.     |

1936 · 1937 · 1938 · 1939 · 1940 · 1941 · 1942 · 1943 · 1944 · 1945 · 1946 · 1947 · 1948 · 1949 · 1950 · 1951 · 1952 · 1953 · 1954 · 1955 · 1956 · 1957 · 1958 · 1959 · 1960 · 1961 · 1962 · 1963 · 1964 · 1965 · 1966 · 1967 · 1968 · 1969 · 1970 · 1971 · 1972 · 1973 · 1974 · 1975 · 1976 · 1977 · 1978 · 1979 · 1980 · 1981 · 1982 · 1983 · 1984 · 1985 · 1986 · 1987 · 1988 · 1989 · 1990 · 1991 · 1992 · 1993 · 1994 · 1995 · 1996 · 1997 · 1998 · 1999 · 2000 · 2001 · 2002 · 2003 · 2004 · 2005 · 2006 · 2007 · 2008 · 2009 · 2010 · 2011 · 2012 · 2013 · 2014 · 2015 · 2016 · 2017 · 2018 · 2019 · 2020 · 2021 · 2022 · 2023 · 2024 · 2025 · 2026
Lijst van beklimmingen